# Discipolul diavolului (film)
Discipolul diavolului (în engleză The Devil's Disciple) este un film americano-britanic regizat de Guy Hamilton după un scenariu de  John Dighton și Roland Kibbee bazat pe piesa de teatru omonimă din 1987 de George Bernard Shaw. În rolurile principale au interpretat actorii Burt Lancaster ca reverendul Anthony Anderson, Kirk Douglas ca Richard „Dick” Dudgeon și Laurence Olivier ca generalul britanic John Burgoyne.
A fost produs de studiourile Hecht-Hill-Lancaster Productions[*] și a avut premiera la 20 august 1959, fiind distribuit de United Artists. Coloana sonoră a fost compusă de Richard Rodney Bennett[*]. 
Cheltuielile de producție s-au ridicat la 1,5 milioane $ și a avut încasări de 1,8 milioane $ (estimativ, vânzări în SUA și Canada).
Piesa are loc la Websterbridge, New Hampshire, în 1777, când a început Războiul de Independență al Statelor Unite ale Americii (Campania de la Saratoga). Prezintă câteva figuri de așa-ziși puritani, care pretind că îl slujesc pe Dumnezeu: doamna Dudgeon, cei doi frați William și Titus Dudgeon împreună cu soțiile lor.

## Rezumat
Povestea începe cu moartea prin spânzurarea a lui Pietro Dudgeon, un colonist rebel împotriva dominației engleze și cu moartea fratelui său Titus, capul familiei, care plecase să-și ia rămas bun de la primul, murind imediat din cauze naturale. Dick fură noaptea cadavrul spânzurat al tatălui său și-l duce în satul său noaptea, la cimitir, pentru ca reverendul Anderson să-l îngroape. Pentru a afla cine are dreptul la moștenire, întreaga familie se adună, împărțită în două grupuri: oameni buni, puritani, precum doamna Dudgeon, soția lui Titus și celelalte rude; și de cealaltă parte „discipolul diavolului” Dick, fiul cel mare al familiei Dudgeon. Apoi, la întrunire mai participă figura autoritară a reverendului Anderson, fidel rolului său de pastor de suflete, dar în niciun caz obtuz, și cel al tinerei sale soții, Judith.
Când trupele engleze, comandate de generalul Burgoyne, ajung în sat, decid să-l aresteze și să-l judece pe reverendul Anderson, despre care se crede că este implicat în rebeliune, fiind suspectat că a luat cadavrul, dar când soldații ajung la casa lui, îl găsesc pe Dick, care era acolo și aștepta ca reverendul să se întoarcă de la mama bolnavă a lui Dick. Dick este arestat în locul reverendului, dar nu le spune nimic soldaților, intenția sa este să-l salveze pe Anderson, convingând-o pe biata sa soție să tacă. Femeia acceptă la început, convinsă că soțul ei se va prezenta imediat pentru a clarifica totul, dar acest lucru nu se întâmplă. Începe un dialog foarte înțelept între Dick Dudgeon și generalul Burgoyne care, chiar și cu reticență, nu poate evita să fie condamnat la spânzurare. Dar Revoluția Americană evoluează rapid și, cu câteva momente înainte de execuție, Anderson reapare călare, de data aceasta este căpitan al insurgenților (voluntarilor) din Springtown, și confirmă înfrângerea britanicilor. Dick este salvat și în final se dezvăluie că generalul Burgoyne se va preda americanilor 3 săptămâni mai târziu (la 17 octombrie 1777) deoarece armata pe care o aștepta (condusă de generalul Howe) nu a plecat de la New York de birocrația din Ministerului Britanic al Războiului. În ultima scenă, generalul Burgoyne îi invită pe Dick și pe Judith (soția reverendului) la un ceai înainte de armistițiul temporar.

## Distribuție
Au interpretat actorii:
- Burt Lancaster – Reverend Anthony Anderson
- Kirk Douglas – Richard „Dick” Dudgeon
- Laurence Olivier – General John Burgoyne
- Janette Scott – Judith Anderson
- Eva Le Gallienne – Mrs. Dudgeon
- Harry Andrews – Maior Swindon
- Basil Sydney – Lawyer Hawkins
- George Rose – Sergent britanic
- Neil McCallum – Christopher Dudgeon
- Mervyn Johns – Reverend Maindeck Parshotter
- David Horne – Unchiul William
- Erik Chitty – Unchiul Titus
- Allan Cuthbertson – Căpitan britanic
- Percy Herbert – Locotenent britanic
- Phyllis Morris – Soția lui Titus
- Brian Oulton – Chaplain Brudenell
- Jenny Jones – Essie
- Sheree Winton – Platinum Blond
- Steven Berkoff – Caporal britanic